# Daniela Asenjo
Daniela Elizabeth Asenjo Garrido (Valdivia, 2 de marzo de 1991) es una boxeadora chilena. Debutó profesionalmente en este deporte el año 2012. Es campeona mundial supermosca de la Organización Internacional de Boxeo (OIB) y campeona mundial categoría silver del Consejo Mundial de Boxeo (CMB).

## Biografía
Estudió en el Colegio de Música Juan Sebastián Bach de Valdivia, donde se especializa en violín, convirtiéndose en monitora de este instrumento.
Al referirse a sus estudios de música y al boxeo, Asenjo afirma: 

Para las dos cosas se necesita disciplina. Cuando chica estaba encerrada horas estudiando el violín, y ahora es lo mismo pero entrenando. Entonces la disciplina y constancia que aprendí con la música ahora las aplico en el deporte.

Posteriormente estudia psicopedagogía en Inacap de Valdivia, con un postítulo en trastornos conductuales, trabajando en escuelas de Valdivia. Paralelamente se dedica a practicar boxeo desde 2008.

## Carrera en el boxeo
Desde sus inicios en la práctica en 2008, realizó diversas presentaciones en el país, con buenos resultados.
En 2012 inicia profesionalmente su carrera en el boxeo.
En el 2016, junto con Carolina Rodríguez, eran las únicas boxeadoras profesionales en Chile.
Participó en diversos campeonatos de kickboxing sudamericanos, consiguiendo el título sudamericano de kickboxing en Montevideo en octubre de 2017 contra Camila Aspe.
Es campeona nacional peso supermosca desde 2011. Desde ese año se dedica completamente al boxeo, practicando y enseñando esta disciplina en su Club K.O. de Valdivia.
Por una lesión cervical no pudo disputar el título mundial de la Federación Internacional de Boxeo (FIB) ante la argentina Débora Dionicius el 18 de mayo de 2018 en el Club Huracán de Villaguay, Argentina, como estaba programado.
El 22 de septiembre de 2018 en el Gran Arena Monticello, consigue el título de campeona latinoamericana de la AMB, al derrotar a la panameña Carlota Santos por nocaut técnico en el tercer asalto.
El 2 de septiembre de 2019 la AMB retiró el cinturón a Asenjo, por problemas de pesaje en una pelea realizada en México.
El 12 de octubre de 2019 logra el cinturón latinoamericano supermosca de la OMB contra la argentina Aixa Adema.
El 19 de abril de 2020 Asenjo pelearía para recuperar el título mundial supermosca de la AMB contra la mexicana Maribel Ramírez, pero por la pandemia fue cancelado.
En junio de 2022 obtuvo el campeonato mundial supermosca de la Organización Internacional de Boxeo (OIB) tras derrotar a la estadounidense Casey Morton en París. Su victoria fue declarada por decisión de los jueces de la pelea.
Además en octubre de 2023 logró obtener el título del Consejo Mundial de Boxeo (CMB) después de derrotar a la Kazaja Angelina Lukas en Estambul.￼